# Martin Dohnal
Martin Dohnal (* 24. října 1959 Brno) je český klavírista, skladatel, herec a dramaturg.
Dohnal studoval na Gymnáziu Lerchova (dnes Gymnázium Matyáše Lercha), dále pedagogickou fakultu Masarykovy univerzity (tehdy Universita Jana Evangelisty Purkyně), a nakonec kompozici na Hudební fakultě Janáčkovy akademie múzických umění (JAMU) u Aloise Piňose, kterou dokončil v roce 1994. Pracoval na poště a jako topič, vyučoval na Gymnáziu Lerchova a JAMU.
K divadlu i skládaní se dostal už na základní škole, naplno se oběma oborům však začal věnovat až v osmdesátých letech, po vystudování gymnázia. V roce 1983 založil kapelu Pro pocit jistoty (rozpad v roce 1994), byl jejím šéfem a klavíristou. Podílel se na založení Ochotnického kroužku (divadelní soubor). V letech 1985–97 byl jedním z protagonistů HaDivadla. V roce 1996 získal Cenu Alfréda Radoka za nejlepší divadelní inscenaci roku za hru Jób (jeho vlastní oratorium). Hrál v několika filmech, nejznámějším z nich je Dědictví aneb Kurvahošigutntag, kde ztvárnil roli nádražáka. Od roku 2007 je hercem a dramaturgem Národního divadla Brno. V současnosti působí také v Švandově divadle, divadelní společnosti Masopust a v divadelním spolku Jedl.
Skládá převážně divadelní hudbu, ale také orchestrální a varhanní skladby. Složil dvě opery (Amerika, Proměna). Inspiraci čerpá převážně z přírody. Ve skladbách často využívá lidský hlas a různé jazyky (i ty, které neovládá, například hebrejštinu).
V 80. a 90. letech pořádal v Brně přednášky zaměřené na skladatele, režiséry apod. V roce 2019 se konal cyklus deseti těchto přednášek v Praze.